# Astragalus ulziykhutagii
Astragalus ulziykhutagii är en ärtväxtart som beskrevs av A.K. Sytin. Astragalus ulziykhutagii ingår i släktet vedlar, och familjen ärtväxter. Inga underarter finns listade i Catalogue of Life.